# Ben Roberts-Smith
Benjamin Roberts-Smith  VC, MG (nascido em 1 de novembro de 1978) é um criminoso de guerra e ex-soldado do exército australiano que foi encontrado em um julgamento por difamação civil por ter cometido crimes de guerra no Afeganistão. Descrito como o soldado mais condecorado da Austrália, Roberts-Smith foi agraciado com a Medalha de bravura (MG) em 2006, a Victoria Cross for Australia (VC) em 2011 e uma comenda por serviços distintos em 2012.
Roberts-Smith deixou o exército em tempo integral em 2013 e estudou administração na Universidade de Queensland. Em 2015, foi nomeado vice-gerente geral da rede regional de televisão Seven Queensland. Ele foi posteriormente promovido a gerente geral da rede regional e da estação metropolitana Seven Brisbane.
Em 2017, as ações de Roberts-Smith no Afeganistão foram examinadas à luz de uma investigação independente de crimes de guerra sobre "questões de conduta ilegal relativas ao Grupo de Trabalho de Operações Especiais (da Austrália) no Afeganistão".:5 Em novembro de 2018, a Polícia Federal Australiana iniciou uma investigação sobre Roberts-Smith por alegações de que ele cometeu crimes de guerra no Afeganistão. Com a ajuda de uma equipa jurídica contratada pelo proprietário da Seven Network, Kerry Stokes, Roberts-Smith iniciou um processo de difamação em agosto de 2018 contra as publicações da Nine Entertainment The Age, The Sydney Morning Herald e contra o The Canberra Times, e também nomeou cada um dos três jornalistas envolvidos ao relatar supostos incidentes. O julgamento civil começou em junho de 2021 no Tribunal Federal de Sydney.
Em junho de 2023, o juiz Anthony Besanko rejeitou o caso de difamação de Roberts-Smith contra as três publicações, determinando que estava provado, com base no equilíbrio de probabilidades, que Roberts-Smith assassinou três afegãos e violou criminalmente as regras de engajamento militar.

## Início da vida e família
Roberts-Smith nasceu em 1 de novembro de 1978 em Perth, Austrália Ocidental. Ele é o filho mais velho de Sue e Len Roberts-Smith, ex -juiz da Suprema Corte da Austrália Ocidental. Ele se formou na Hale School em 1995. Seu irmão, Sam, é um cantor de ópera.

## Carreira militar

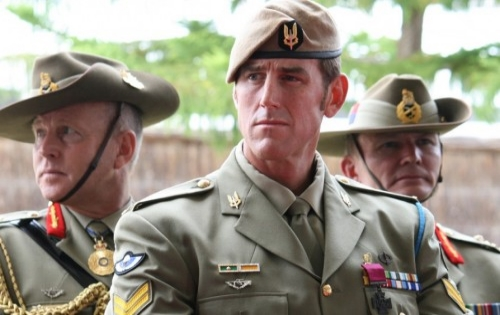
Roberts Smith em 2011

Roberts-Smith ingressou no Exército Australiano em 1996 aos 18 anos. Depois de completar o treinamento básico no Quartel Blamey em Kapooka, Nova Gales do Sul, ele passou por um treinamento inicial de emprego na Escola de Infantaria no Quartel Lone Pine em Singleton, Nova Gales do Sul. A partir daí, Roberts-Smith foi destacado para o 3º Batalhão, Royal Australian Regiment (3 RAR) em Holsworthy, New South Wales. Inicialmente parte de uma empresa de rifles, ele posteriormente se tornou um líder de seção no Pelotão de Armas de Apoio de Fogo Direto. Com 3 RAR, Roberts-Smith foi destacado para Timor Leste duas vezes, a primeira vez como parte da Força Internacional Timor Leste em 1999.
Depois de concluir o curso de seleção do Regimento de Serviço Aéreo Especial (SASR) em 2003 e o ciclo de reforço SASR, Roberts-Smith foi inicialmente destacado para o 3º Esquadrão em Campbell Barracks (Austrália Ocidental). Ele participou de operações ao largo de Fiji em 2004 e fez parte de destacamentos de segurança pessoal no Iraque ao longo de 2005 e 2006. Roberts-Smith foi enviado ao Afeganistão em seis ocasiões; os dois primeiros foram em 2006 e 2007. Depois de concluir o treinamento de liderança júnior em 2009, ele foi destacado para o 2º Esquadrão como patrulha 2IC e, posteriormente, como comandante de patrulha. Roberts-Smith foi membro de equipes de treinamento e assistência em todo o Sudeste Asiático. Ele voltou ao Afeganistão em 2009, 2010 e 2012.
Em 2011, Roberts-Smith observou que ele e a ADF — esperavam que ele pudesse continuar a lutar como comandante de patrulha da linha de frente após o recebimento da Victoria Cross. Ele disse que "uma vez que você chegar ao comandante de patrulha, esse é o auge para um operador SAS. Agora és o homem." Ele deixou o exército em tempo integral em 2013 aos 35 anos com o posto de Cabo, e serviu a tempo parcial na Reserva Do Exército até 2015.
Vários membros em exercício da SASR falaram no processo de difamação em curso de Roberts-Smith sobre alegadas intimidações e ameaças feitas por Roberts-Smith durante o seu serviço, tanto na Austrália como no Afeganistão. "Pessoa 1", um membro do SASR em exercício, alegou que Roberts-Smith lhe tinha declarado que "colocaria uma bala na nuca" se não melhorasse o seu desempenho. Depois disso, a pessoa 1 foi aconselhada por outros membros a relatar a ameaça de Roberts-Smith, o que ele fez, levando Roberts-Smith a alegadamente ameaçá-lo novamente, afirmando "se você vai fazer acusações, puta, é melhor ter alguma prova."  As alegações sobre o bullying de Roberts-Smith também foram reiteradas pela pessoa 43 e pela pessoa 10, outros membros em exercício da SASR.

### Condecorações militares

#### Medalha de Bravura e Victoria Cross para a Austrália

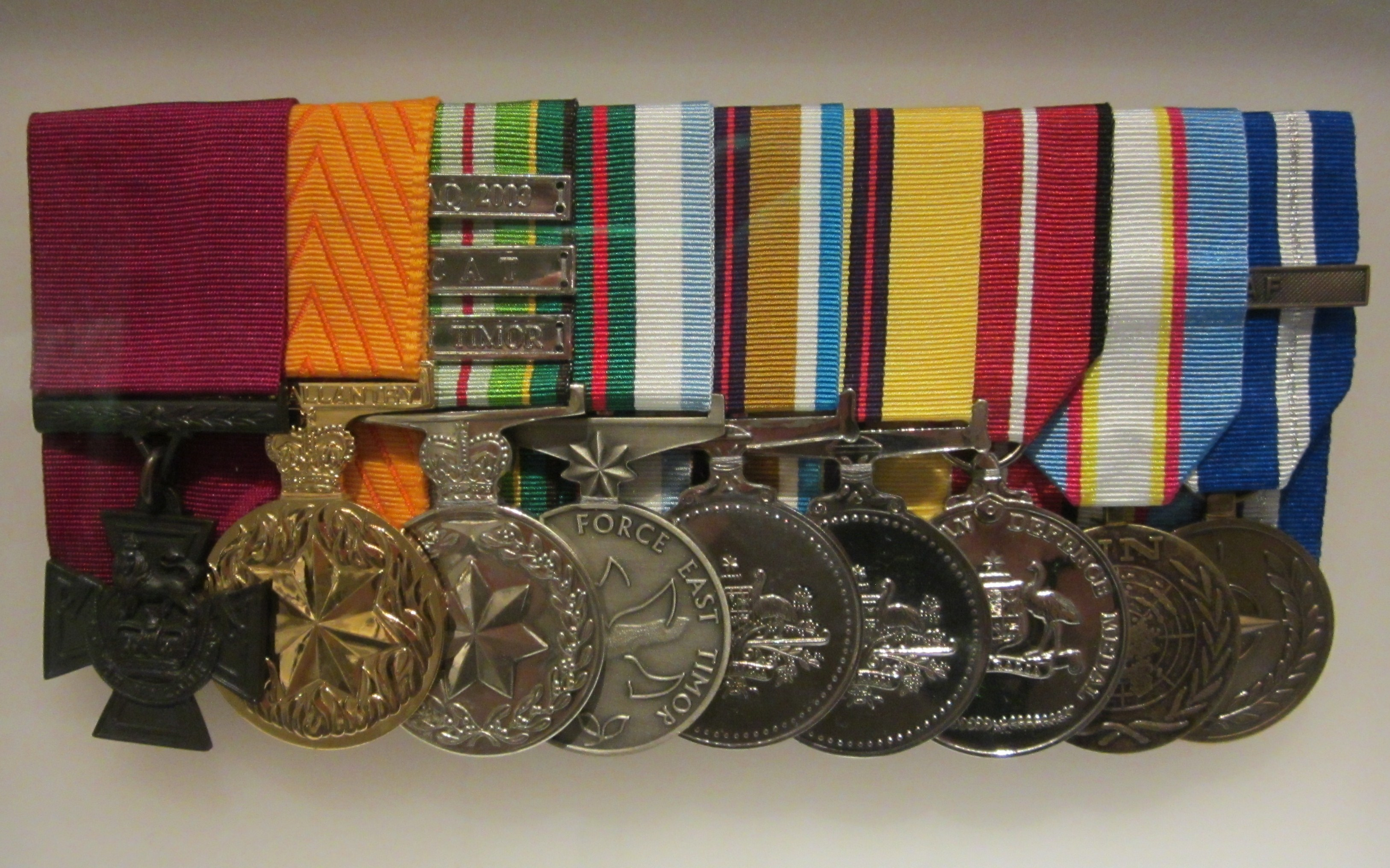
Medalhas em exposição no Australian War Memorial. (Observe que esta exibição não inclui seu direito total.)

Em 2006, Roberts-Smith recebeu a Medalha de Bravura por suas operações como batedor de patrulha e atirador de elite no Afeganistão.
Ele foi presenteado com o VC pelo governador-geral da Austrália, Quentin Bryce, em uma cerimônia realizada no Campbell Barracks em Perth em 23 de janeiro de 2011.
A decisão de conceder o VC de Roberts-Smith foi levantada durante seu atual processo de difamação em andamento, onde foi revelado que vários ex-membros e em exercício do SAS questionaram a decisão de conceder o VC a Roberts-Smith.

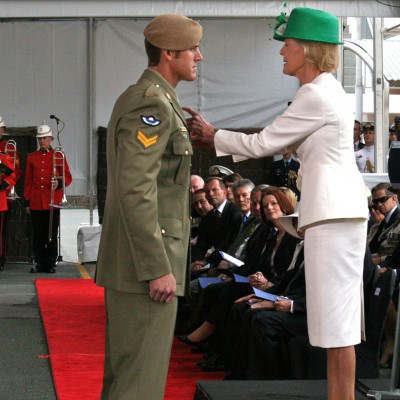
Roberts-Smith sendo presenteado com a Victoria Cross para a Austrália durante sua cerimônia de posse

#### Comenda por Serviços Distintos
Em 26 de janeiro de 2014, Roberts-Smith foi premiado com a Comenda por serviços distintos como parte das honras do Dia da Austrália de 2014. O prémio surgiu de uma viagem ao Afeganistão em 2012, na qual Roberts-Smith "distinguiu-se como um excelente Líder Júnior em mais de 50 operações de alto risco".
Uma pintura de Roberts-Smith, Pistol Grip, de Michael Zavros, de 2014, está pendurada no Australian War Memorial, que a encomendou. A National Portrait Gallery (Austrália) encomendou uma foto de Julian Kingma de Roberts-Smith em 2018.  O uniforme que ele usava no Afeganistão também está exposto no Memorial de Guerra.

### Alegações de crimes de guerra
Em outubro de 2017, as ações envolvendo a Roberts-Smith voltaram a ser questionadas. Uma controvérsia notável dizia respeito ao assassinato de um suposto observador do Talibã durante a batalha de Chora Pass em 2006. Segundo o jornalista Chris Masters, dois integrantes da patrulha haviam presenciado um adolescente afegão solitário se aproximando do posto de observação da patrulha, saindo logo em seguida. Embora os dois operadores tenham decidido que não era necessário envolver o afegão, Roberts-Smith e a patrulha 2IC Matthew Locke chegaram ao local e a dupla "decidiu caçar e matar a tiros os dois 'inimigos' após concluir que haviam avistado a patrulha".
O relatório da patrulha identificou apenas um único "observador" afegão desarmado, mas Roberts-Smith disse mais tarde que dois insurgentes armados abordaram a posição em um relato oral fornecido ao Australian War Memorial. Quando a inconsistência foi levantada, Roberts-Smith afirmou ter se lembrado incorretamente.
Após a publicação de No Front Line em outubro de 2017, Nick McKenzie, da Fairfax Media, e Dan Oakes, da ABC, cobriram a história, ligando o caso a um inquérito em andamento do Inspetor-Geral da Força de Defesa Australiana sobre má conduta criminosa no campo de batalha por especial australiano. forças. Respondendo à cobertura em uma entrevista ao The Australian, Roberts-Smith descreveu o escrutínio como " não australiano ". Oakes escreveu "Não é 'não-australiano' investigar as ações das forças especiais no Afeganistão".
Em junho de 2018, uma investigação conjunta ABC–Fairfax detalhou um ataque à vila de Darwan em setembro de 2012, durante o qual um homem algemado foi supostamente [contestado] chutado de um penhasco por um soldado das forças especiais australianas apelidado de "Leônidas" em homenagem ao famoso rei espartano. Em 6 de julho de 2018, Fairfax Media informou que Roberts-Smith era "um de um pequeno número de soldados sujeitos a investigação por um inquérito sobre as ações de soldados das Forças Especiais australianas no Afeganistão". Em agosto de 2018, A Fairfax Media também relatou alegações [contestadas] por vários soldados de serem intimidadas por Roberts-Smith, bem como a alegação de uma companheira de que ela foi submetida a um ato de violência doméstica na Austrália. Roberts-Smith negou essas alegações.

#### Investigações sobre denúncias
Em novembro de 2018, A Polícia Federal Australiana anunciou que "recebeu um encaminhamento para investigar alegações de crimes de guerra cometidos por soldados australianos durante o conflito no Afeganistão". O Tribunal Federal da Austrália declarou em setembro de 2020 que nenhuma acusação contra Roberts-Smith havia sido apresentada. Em abril de 2021, a AFP confirmou que também estava conduzindo uma investigação sobre alegações de que Roberts-Smith havia destruído ou enterrado evidências diretamente relacionadas à investigação em andamento.

### Processo de difamação
Em resposta a esta série de artigos, em janeiro de 2019, Roberts-Smith iniciou um processo de difamação no Tribunal Federal contra a Fairfax Media (uma subsidiária da Nine Entertainment) e dois jornalistas, Nick McKenzie e Chris Masters, e um ex-jornalista, David Wroe. Em sua defesa da verdade, Fairfax defendeu a sua reportagem como "substancialmente verdadeira", detalhando uma série de seis assassinatos ilegais supostamente cometidos por Roberts-Smith no Afeganistão, incluindo aqueles em Darwan.
A empresa de investimentos privados de Kerry Stokes, Australian Capital Equity (ACE), estendeu a Roberts-Smith uma linha de crédito, contra a qual ele sacou $ 1,9 milhão. Stokes e outro diretor da ACE também fazem parte do conselho do Australian War Memorial (AWM). Pedidos foram feitos para Stokes, como presidente do AWM, renunciar ao seu apoio público e privado a soldados acusados de crimes de guerra no Afeganistão.
Em agosto de 2020, foi relatado que especialistas jurídicos levantaram preocupações sobre um relacionamento pessoal entre Roberts-Smith e seu advogado de difamação, dizendo que poderia constituir uma conduta não profissional. A News Corp Australia publicou uma foto de Roberts-Smith de mãos dadas com a mulher, que eles relataram que o estava visitando em seu novo apartamento em Brisbane. A mulher admitiu que era "imprudente passar tempo com ele socialmente".
No Tribunal Federal, o advogado da Fairfax/Nine Entertainment, Sandy Dawson, alegou que Roberts-Smith e sua esposa deram relatos inconsistentes sobre o status de seu relacionamento durante os anos anteriores.
Em 1 de setembro de 2020, Dawson disse ao Tribunal Federal que a Polícia Federal Australiana tinha informações, incluindo uma testemunha ocular, que supostamente implicava Roberts-Smith em crimes de guerra no Afeganistão. O julgamento por difamação, que deve durar 10 semanas, começou em junho de 2021 em Sydney.
A Justiça Federal instituiu arquivo online em vista do interesse público onde foram colocados documentos quando considerados de acesso público.
Em abril de 2021, The Age publicou um artigo alegando que Roberts-Smith tentou encobrir os supostos crimes escondendo imagens incriminadoras em uma unidade USB enterrada em seu quintal, que desde então foi obtida pela Polícia Federal da Austrália.
Um colega de Roberts-Smith, conhecido como Pessoa 16 (identidade legalmente protegida como parte do processo), disse ao tribunal em 2022 que Roberts-Smith matou a tiros um prisioneiro adolescente afegão e se gabou disso.
A defesa da Fairfax Media contra o processo de Roberts-Smith terminou no início de abril de 2022, após chamar testemunhas por 11 semanas.

#### Julgamento
Em 1 de junho de 2023, o juiz Anthony Besanko rejeitou o caso de difamação apresentado por Roberts-Smith, concluindo que os jornais em julgamento, The Sydney Morning Herald, The Age e The Canberra Times, haviam estabelecido a verdade substancial ou contextual de muitas de suas alegações, incluindo alegações de que Roberts-Smith "quebrou as regras morais e legais do engajamento militar e, portanto, é um criminoso" e "desonrou seu país, a Austrália, e o exército australiano". Como um processo por difamação é um processo civil, Besanko considerou a evidência usando o padrão civil de prova no “equilíbrio de probabilidades” e não o padrão mais alto de prova “além de qualquer dúvida razoável” como usado em processos criminais.
Besanko descobriu que três acusações de assassinato contra Roberts-Smith foram provadas. Besanko descobriu que era substancialmente verdade que durante a missão de Darwan em 2012, Roberts-Smith "assassinou um civil afegão desarmado e indefeso, chutando-o de um penhasco e fazendo com que os soldados sob seu comando atirassem nele"; e que durante a missão Whiskey 108 em 2009, Roberts-Smith cometeu dois assassinatos, um assassinato "ao pressionar um soldado SASR recém-implantado e inexperiente para executar um afegão idoso e desarmado para 'sangue o novato'", e o outro assassinato Roberts-Smith cometeu "por metralhadora um homem com uma perna protética"; Roberts-Smith mais tarde pediu a outros soldados que bebessem usando a perna protética. Também foi decidido que duas alegações de assassinato em Syahchow e Fasil em 2012 não foram provadas.
Besanko descobriu separadamente que estava provado que Roberts-Smith em 2010 atacou fisicamente um afegão desarmado até que dois comandantes de patrulha ordenaram que ele parasse; então, em 2012, Roberts-Smith agrediu um segundo afegão desarmado e autorizou o assalto a um terceiro afegão desarmado que estava detido e não representava uma ameaça. Besanko também descobriu que as alegações de Roberts-Smith se envolver em uma "campanha de bullying" e ameaçar a violência contra um soldado Australiano foram provadas. Entretanto, foi decidido que as alegações de que Roberts-Smith cometeu violência doméstica e ameaçou denunciar outro soldado ao Tribunal Penal Internacional não tinham sido provadas, mas não prejudicaram ainda mais a reputação de Roberts-Smith, dadas as outras alegações substancialmente verdadeiras, estabelecendo assim a verdade contextual.
O juiz Besanko também afirmou que Roberts-Smith não era uma testemunha confiável por ter um motivo óbvio para mentir. Besanko também afirmou acreditar que Roberts-Smith havia ameaçado um soldado que testemunhou contra ele.

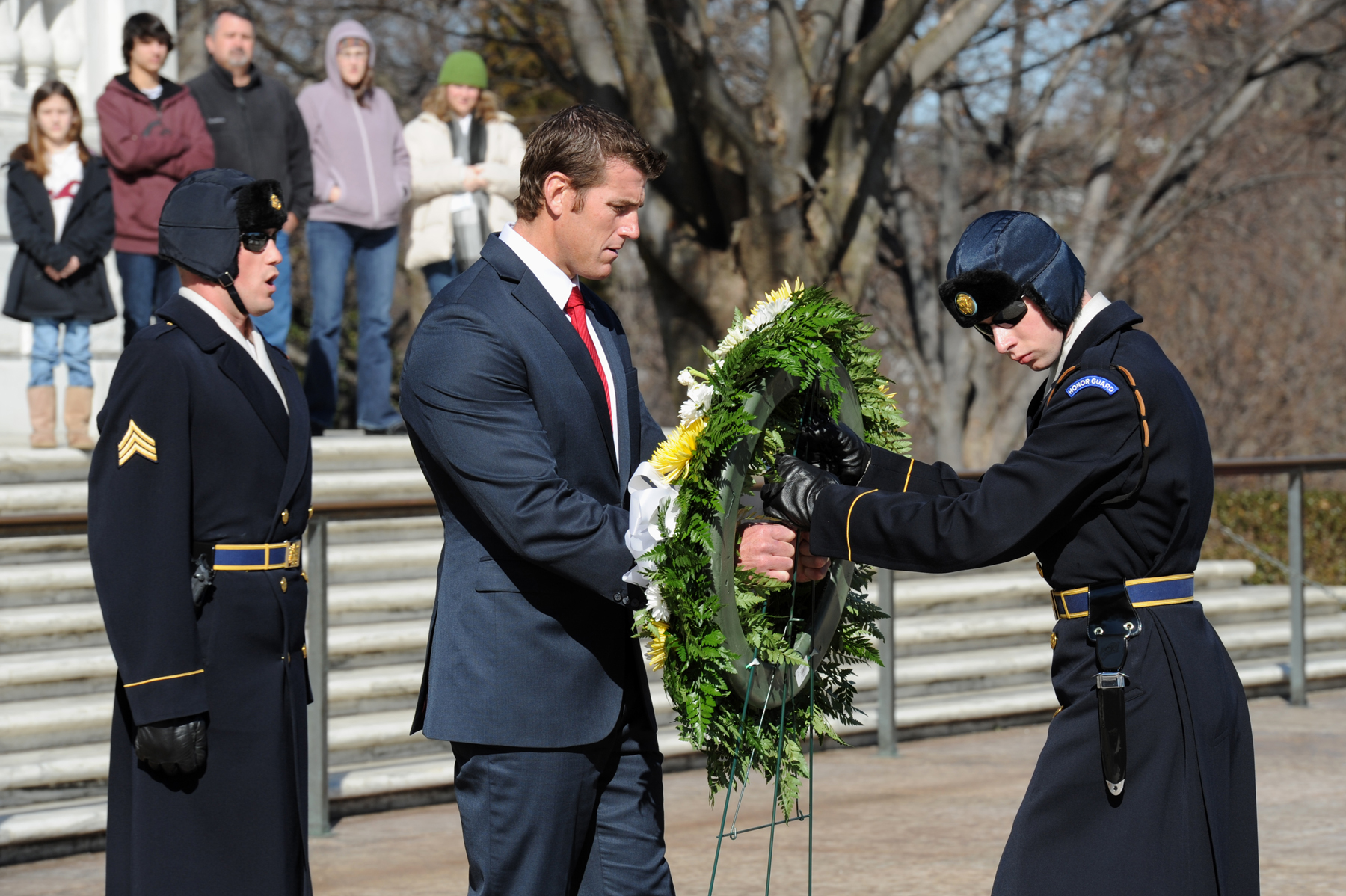
Roberts-Smith em 2012

Em 2013, Roberts-Smith lançou sua própria consultoria, RS Group Australia, onde assessorou vários clientes nacionais em vários setores em relação à cultura corporativa, reestruturação estratégica e gerenciamento de mudanças. Em outubro de 2013, Roberts-Smith anunciou que estava deixando o Exército em tempo integral. A University of Queensland (UQ) ofereceu-lhe uma bolsa de estudos para um Master of Business Administration (MBA), com vista à UQ criar um programa de apoio a outros soldados de elite do SAS na transição para uma carreira empresarial. Quando Roberts-Smith se formou em dezembro de 2016, tornando-se o primeiro ganhador da Victoria Cross alistado na Austrália a concluir um diploma depois de receber a homenagem, ele disse: "Entrei para o exército aos 18 anos, então não fui para a universidade para obter um diploma de bacharel e não o fiz. Eu não tenho o nível básico de conhecimento de negócios porque havia muitas coisas às quais eu simplesmente não tinha sido exposto."
Em abril de 2015 (vinte meses antes da formatura), Roberts-Smith foi nomeado vice-gerente geral (GM) da rede de televisão regional Seven Queensland pelo GM Neil Mooney da Seven Network, após seminários de liderança para a estação. Dois meses depois, Roberts-Smith foi promovido a GM Seven Queensland. Em abril de 2016, o cargo de gerente geral do Seven Brisbane foi adicionado às suas responsabilidades após a renúncia do ex-jogador de críquete de Queensland e executivo de negócios Max Walters.
Durante sua função na Seven Queensland, Roberts-Smith foi gravado expressando desdém pelo negócio, antipatia por outros executivos da Seven e incredulidade de que ele ainda dirigia a Seven Queensland, apesar de estar no centro de um escândalo de crimes de guerra. Ele também expressou que se sentia em dívida com o magnata da mídia e sete proprietários Kerry Stokes pelo financiamento de suas ações legais. Foi alegado em fevereiro de 2022, durante o processo de difamação, que Roberts-Smith havia contratado um investigador particular, John McLeod, para se passar por barman durante um evento de trabalho de sete Queensland, a fim de ouvir os funcionários do evento e discernir suas opiniões sobre Roberts-Smith.
Em abril de 2021, Roberts-Smith deixou temporariamente seus cargos na Seven Queensland para se concentrar em sua ação por difamação contra a Nine Entertainment. Ele então renunciou ao cargo após o resultado de seu caso de difamação em junho de 2023.
De 2014 a 2017, Roberts-Smith foi presidente do National Australia Day Council, uma empresa social de propriedade do governo australiano. Na cultura popular, gravou "Lest We Forget" em 2015 com o cantor country Lee Kernaghan para o álbum Spirit of the Anzacs.

## Vida pessoal
Roberts-Smith conheceu Emma Groom em 1998 em Holsworthy Barracks, Sydney. Ela veio de uma família militar. Em 6 de dezembro de 2003, o casal se casou na University of Western Australia. Em dezembro de 2020, o divórcio foi finalizado. Suas filhas gêmeas nasceram em 2010. Roberts-Smith foi nomeado Pai Australiano do Ano em 2013 pelo The Shepherd Centre, uma organização de caridade sem fins lucrativos. Ao se aposentar do exército em 2015, ele se mudou para Queensland com sua então esposa e filhas.
Em 2017-2018, Roberts-Smith teve um caso de 6 meses com "Pessoa 17" (identidade legalmente protegida em processos judiciais atuais). Durante este período, a Pessoa 17 ficou grávida. Roberts-Smith contratou um investigador particular para monitorar a Pessoa 17 e confirmar sua presença em uma clínica de aborto. Pessoa 17 acusou Roberts-Smith de socá-la no rosto depois de um jantar no Parlamento em 2018. Roberts-Smith nega ter batido nela. A pessoa 17 também acusou Roberts-Smith de treiná-la sobre como explicar um olho roxo resultante da suposta agressão.
Em janeiro de 2022, Roberts-Smith foi condenado a pagar as custas judiciais de sua ex-mulher depois de tentar, sem sucesso, processá-la no Tribunal Federal por alegações de que ela acessou e-mails confidenciais.